# Daniel Balavoine
Daniel Balavoine (5 de febrero de 1952-14 de enero de 1986) fue un cantante francés y militante social. Fue muy popular en el mundo francófono, e inspiró a muchos cantantes de los años 1980, como Jean-Jacques Goldman, y Michel Berger, su mejor amigo. Se comprometió mucho en la vida política francesa y es conocido por una confrontación de palabras en 1980 con François Mitterrand, en vivo por la televisión. En la cultura musical francesa, Balavoine destacó con su voz magnífica, y sus letras, a menudo relacionadas con ideas revolucionarias. Sus canciones abarcaban muchas temáticas, como la muerte o el dolor, al igual que la felicidad. Habrá vendido más de 20 millones de discos a lo largo de su carrera.

## Biografía
Nació en Alençon y vivió su infancia entre Pau, Dax y Biarritz, al sudoeste de Francia.
Da sus primeros pasos en la militancia social y política durante su tiempo de estudiante liceal, participando activamente en las revueltas conocidas como Mayo francés del 68, en Pau. Coescribe un panfleto sobre reforma educativa y llega a pensar en convertirse en diputado, pero pronto abandona estas ideas al aggiornarse el movimiento estudiantil y obrero.
En 1970 viaja a París y se una a la banda Présence, después de algunas experiencias menores con bandas de adolescentes que tocaban 'los temas del momento' en pequeños locales y fiestas (Memphis, Shade's y Reveil entre otras). Présence saca dos sencillos que no consiguen ninguna repercusión y el grupo se disuelve. Pero la experiencia ayuda a Balavoine a madurar musicalmente, luego de varias giras por provincia.
En 1972 saca su primer sencillo, sin éxito, y poco después se une como corista (junto a su hermano Guy) a La révolution française, una comedia musical montada en el Palais des Sports. El espectáculo contaba con grandes artistas; sin embargo no logra el éxito esperado.
Los contactos que logra en estas primeras experiencias acaban por dar sus frutos. En 1974 se convierte en corista de Patrick Juvet, cantando las notas más altas para él. Por esos años Juvet era popular en el mundo musical francés, y se encontraba a punto de presentar su nuevo disco Chrysalide. Juvet accedió a incluir en su disco un tema de Balavoine, Couleur d'automne. Léo Missir, director artístico de Barclay Records, escucha el sencillo y ofrece a Balavoine un contrato musical. En 1975 Balavoine se decide por fin a editar un disco propio, De vous à elle en passant par moi ("De ti a ella pasando por mí").
Llevado por su voz de cristal, llega a conocer el éxito en 1978 con su título Le Chanteur (El Cantante) y su rol de Johnny Rockfort en la opera rock Starmania. 
Durante los años que siguen, Balavoine divide su tiempo entre grabaciones (con varios discos editados a un ritmo que no se condice con el poco éxito que obtenían), el París-Dakar, actos de beneficencia, shows para niños y ayuda humanitaria a Mali y otros países africanos (tanto con su música como con su presencia activa en los países más afectados del continente negro).
En el año 1986 Daniel vuelve al París-Dakar, esta vez por motivos puramente humanitarios. El 14 de enero, durante un reconocimiento aéreo en helicóptero, Daniel Balavoine muere —junto al piloto y el resto de los tripulantes— al estrellarse el aparato en las cercanías de Tombuctú.